# Merlot (uva)
La merlot es una variedad de uva de vinificación de color azul oscuro, que se utiliza tanto como uva de mezcla como para vinos varietales. Se cree que el nombre "merlot" es un diminutivo de "merle", el nombre francés del mirlo, probablemente una referencia al color de la uva. Su suavidad y "carnosidad", combinadas con su maduración más temprana, hacen de la merlot una uva popular para mezclar con la cabernet sauvignon, más dura y de maduración tardía, que tiende a ser más alta en taninos.
Junto con la cabernet sauvignon, la cabernet franc, la malbec y la petit verdot, la merlot es una de las principales uvas utilizadas en el vino de Burdeos, y es la uva más plantada en las regiones vinícolas de Burdeos. La merlot es también una de las variedades de vino tinto más populares en muchos mercados. Esta flexibilidad ha contribuido a convertirla en una de las variedades de uva más plantadas del mundo. En 2004, se estimó que la merlot era la tercera variedad más cultivada, con 260 000 hectáreas en todo el mundo. La superficie plantada con merlot ha seguido aumentando, con 266 000 hectáreas en 2015.
Si bien la merlot se cultiva en todo el mundo, suele haber dos estilos principales. El "estilo internacional", favorecido por muchas regiones vitivinícolas del Nuevo Mundo, tiende a enfatizar la cosecha tardía para obtener madurez fisiológica y producir vinos de color morado oscuro, llenos de cuerpo, con alto contenido de alcohol y taninos exuberantes y aterciopelados, con sabor afrutado intenso a ciruela y mora. Si bien este estilo internacional es practicado por muchos productores de vino de Burdeos, el tradicional "estilo de Burdeos" de la merlot implica cosecharla antes para mantener la acidez y producir vinos de cuerpo medio con niveles moderados de alcohol que tienen sabores frescos a frutas rojas (frambuesas, fresas) y notas vegetales potencialmente frondosas.

## Historia y nombre

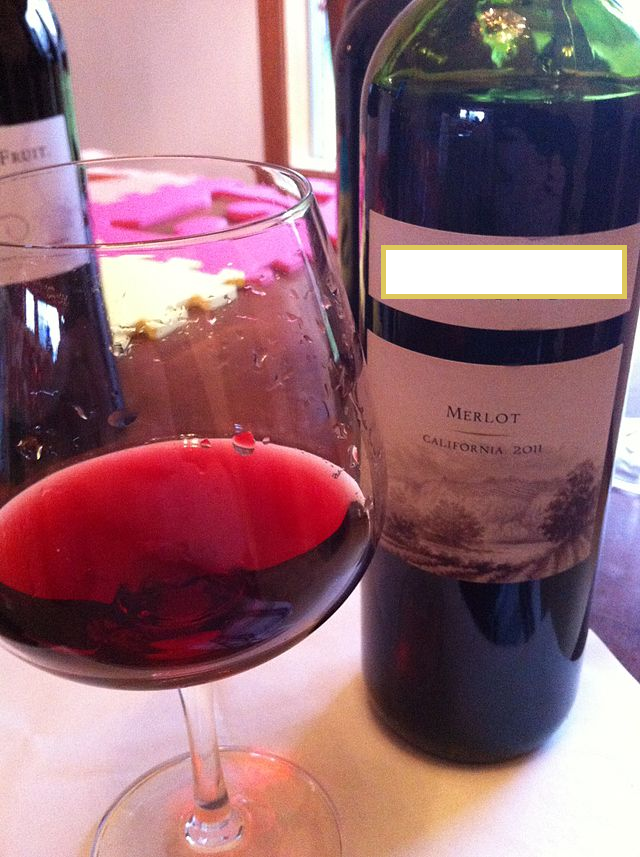
Vino merlot de California.

La primera mención registrada de la merlot (bajo el sinónimo de merlau) fue en las notas de un funcionario local de Burdeos que en 1784 etiquetó el vino elaborado con uva en la región de Libournais como uno de los mejores de la zona. En 1824, la palabra merlot apareció en un artículo sobre el vino de Médoc donde se describía que la uva lleva el nombre del mirlo (merle en francés y merlau en el habla local occitana) al que le gustaba comer las uvas maduras de la vid. Otras descripciones de la uva del siglo XIX llaman a la variedad lou seme doù flube (que significa "la plántula del río"), ya que se cree que la uva se originó en una de las islas que se encuentran a lo largo del río Garona.
En el siglo XIX se plantaba regularmente en Médoc, en el margen izquierdo de Gironda. Después de una serie de contratiempos, que incluyeron una fuerte helada en 1956 y varias cosechas que se pudrieron en la década de 1960, las autoridades francesas en Burdeos prohibieron nuevas plantaciones de vides merlot entre 1970 y 1975.
Se registró por primera vez en Italia alrededor de Venecia con el sinónimo de Bordò en 1855. La uva se introdujo a los suizos, desde Burdeos, en algún momento del siglo XIX y se registró en el cantón suizo de Ticino entre 1905 y 1910.
En la década de 1990, la merlot experimentó un aumento de popularidad en los Estados Unidos. El consumo de vino tinto, en general, aumentó en los EE. UU. después de la emisión de un reportaje del programa 60 minutos sobre la paradoja francesa y los posibles beneficios para la salud del vino y, posiblemente, del químico resveratrol presente en el vino. La popularidad del vino de merlot se debe, en parte, a su perfil afrutado más suave que lo hace más accesible para algunos bebedores de vino.

### Parentesco y relación con otras uvas
A finales de la década de 1990, investigadores de la Universidad de California en Davis demostraron que la merlot es descendiente de la cabernet franc y medio hermana de las variedades carménère, malbec y cabernet sauvignon. La identidad del segundo progenitor de merlot no se descubrió hasta finales de la década de 2000, cuando un análisis de ADN demostró que una variedad desconocida y sin nombre, muestreada por primera vez en 1996 en un viñedo abandonado en Saint-Suliac en Bretaña, era la madre de la merlot.
Esta vid, descubierta posteriormente enfrente de casas como una vid decorativa en las villas de Figers, Mainxe, Saint-Savinien y Tanzac en el Poitou-Charentes, era coloquialmente conocida como Madeleina o pasa de la Madeleine debido a su propensión a estar completamente madura y lista para la cosecha alrededor del 22 de julio, día de la fiesta de María Magdalena. Cuando se conoció la conexión con la merlot, la uva se registró formalmente con el nombre de Magdeleine noire des Charentes. A través de su relación con la Magdeleine noire des Charentes, la merlot está relacionada con la uva de vino del suroeste de Francia abouriou, aunque aún no se conoce la naturaleza exacta de esa relación (con la abouriou potencialmente como padre de Magdeleine noire o descendiente).
Los criadores de uvas han cruzado la merlot con otras vides para crear varias variedades nuevas, entre las cuales están las siguientes: carmine (una uva de Olmo elaborada mediante el cruce de la merlot con un cruce de carignan con cabernet sauvignon), ederena (con abouriou), evmolpia (con mavrud), fertilia (con raboso veronese), mamaia (una uva de vino rumana elaborada cruzando merlot con un cruce de muscat ottonel con babeasca negra), nigra (con barbera), prodest (con barbera) y rebo (con teroldego).
A lo largo de los años, la merlot ha generado una mutación de color que es usada comercialmente, una variedad de piel rosada conocida como merlot gris. Sin embargo, a diferencia del parentesco entre la grenache noir y la grenache blanc o la pinot noir y la pinot blanc, la variedad conocida como merlot blanc no es una mutación de color sino más bien la descendencia de cruzar la merlot con la folle blanche.

## Viticultura
Las uvas merlot se identifican por sus racimos sueltos de bayas grandes. El color tiene un tono menos azul oscuro que las uvas cabernet sauvignon y tienen una piel más fina y menos taninos por unidad de volumen. Normalmente madura hasta dos semanas antes que la cabernet sauvignon. También, en comparación con la cabernet, las uvas merlot tienden a tener un mayor contenido de azúcar y menos ácido málico. El ampelógrafo J. M. Boursiquot ha señalado que la merlot parece haber heredado algunas de las mejores características de sus variedades parentales: la fertilidad y capacidad de maduración fácil de la Magdeleine noire des Charentes y el color, los taninos y el potencial fenólico de sabor de la cabernet franc.
La merlot prospera en suelos fríos, particularmente de arcilla ferrosa. La vid tiende a brotar temprano, lo que hace que tenga cierto riesgo de heladas, y su piel más delgada aumenta su susceptibilidad al peligro vitivinícola de la pudrición del racimo por botrytis. Si hace mal tiempo durante la floración, la vid merlot es propensa a desarrollar coulure. La vid también puede ser susceptible al mildiú velloso (aunque tiene mejor resistencia al mildiú polvoroso que otras variedades de Burdeos) y a la infección por variedades de insectos saltahojas.
El estrés hídrico es importante para la vid, ya que prospera mejor en suelos bien drenados que en la base de una pendiente. La poda es un factor importante de la calidad del vino que se produce y algunos productores creen que es mejor podar la vid "corta" (recortando solo unas pocas yemas). El experto en vinos Michel Rolland es uno de los principales defensores de la reducción de los rendimientos de las uvas merlot para mejorar la calidad. La edad de la vid también es importante, ya que las cepas más viejas aportan carácter al vino resultante.
Una característica de la uva merlot es la propensión a madurar en exceso rápidamente una vez que alcanza su nivel de madurez inicial, a veces en cuestión de unos pocos días. Hay dos escuelas de pensamiento sobre el momento adecuado para cosechar la merlot. Los productores de vino de Château Pétrus prefieren la recolección temprana para mantener mejor la acidez y la delicadeza del vino, así como su potencial de envejecimiento. Otros, como Rolland, prefieren la recolección tardía y el cuerpo de la fruta añadido que viene con un poco de sobremaduración.

## Regiones
La merlot es una de las variedades de uva más plantadas del mundo, y las plantaciones de esta vid superan incluso a la más conocida cabernet sauvignon en muchas regiones, incluida la tierra natal de la uva, Francia. Francia alberga casi dos tercios de las plantaciones totales de merlot en el mundo. Además de en Francia, también crece en Italia (donde es la quinta uva más plantada del país), España, Argelia, Estados Unidos (en los estados de California, Washington, Virginia, Nueva York, Ohio y Texas), Rumanía, Australia, Argentina, Bulgaria, Canadá, Chile, Grecia, Nueva Zelanda, Sudáfrica, Suiza, Croacia, Hungría, Montenegro, Eslovenia y México. Crece en muchas regiones que también cultivan cabernet sauvignon, pero tiende a cultivarse en las partes más frescas de esas áreas. En áreas que son demasiado cálidas, la merlot madurará demasiado pronto.
En lugares como Israel, la merlot es la segunda variedad más ampliamente plantada después de la cabernet sauvignon, con 1 000 hectáreas de cultivos. La uva también se puede encontrar en Turquía, con 429 hectáreas in 2010, así como en Malta y Chipre.

### Francia
La merlot es la variedad de uva más común de Francia. En 2004, había 115 000 hectáreas de esta variedad en ese país. Para 2009, ese número había aumentado ligeramente hasta las 115 746 hectáreas. Es más prominente en el suroeste de Francia en regiones como Burdeos, Bergerac y Cahors, donde es a menudo mezclada con malbec. El mayor aumento reciente de las plantaciones de merlot se ha producido en el sur de Francia, como en el Languedoc-Rosellón, donde se hace el vino designado como vin de pays. En esta área, la merlot ocupa 29 914 hectáreas, más del doble de terreno que el destinado para la cabernet sauvignon, de la cual hay 11 000 hectáreas.
En la mezcla tradicional de Burdeos, el rol de la merlot es añadir cuero y suavidad. A pesar de representar entre el 50 y el 60% de las plantaciones totales en Burdeos, la uva tiende a representar un promedio del 25% de las mezclas, especialmente en las regiones vinícolas de Burdeos de Graves y Médoc. De estas regiones de la Margen Izquierda, la comuna de Saint-Estèphe utiliza el mayor porcentaje de merlot en las mezclas.
Sin embargo, la merlot es mucho más prominente en el Lado Derecho de la Gironda en las regiones de Pomerol y Saint-Émilion, donde comúnmente comprenderá la mayor parte de la mezcla. Uno de los vinos más famosos y raros del mundo, el Château Pétrus, es solamente de merlot. En Pomerol, donde la merlot generalmente representa alrededor del 80% de la mezcla, los suelos de hierro y arcilla de la región le dan a merlot una estructura más tánica que la que se encuentra en otras regiones de Burdeos. Fue en Pomerol donde comenzó el movimiento de los garagistes con la producción a pequeña escala de vinos de merlot muy buscados. En los suelos arenosos, arcillo-calcáreos de Saint-Émilion, la merlot representa alrededor del 60% de la mezcla y generalmente se mezcla con cabernet franc. En la piedra caliza, el vino de merlot tiende a desarrollar más notas de perfume, mientras que en suelos arenosos los vinos son generalmente más suaves que los de la merlot cultivada en suelos predominantemente arcillosos.
La merlot también se puede encontrar en cantidades significativas en la Provenza, el Valle del Loira, Saboya, Ardèche, Charente, Corrèze, Drôme, Isère y Vienne.

### Italia
En Italia, había 25 614 hectáreas de la uva plantadas en el 2000. Más de dos tercios de la merlot italiana son usados en mezclas de Indicazione Geografica Típica (IGT) (como los vinos llamados "super toscanos"). Una gran proporción de la merlot es plantada en la región vitivinícola de Friul donde se hacen vinos de esta variedad o se mezcla con cabernet sauvignon o cabernet franc. En otras partes de Italia, como la costa de Maremma en la Toscana, es a menudo mezclado con sangiovese para dar al vino una suavidad similar a la de las mezclas de Burdeos.
Los vinos de merlot italianos se caracterizan con frecuencia por sus cuerpos ligeros y sus notas herbales. La baja acidez de la merlot sirve para equilibrar la mayor acidez de muchas uvas de vino italianas, siendo utilizada a menudo en mezclas en el Véneto, Alto Adigio y Umbría. El calentamiento global está teniendo una influencia en los cultivos de merlot italianos, ya que en las regiones de clima más frío en el norte de Italia la uva madura con éxito, mientras que en otras regiones tienen problemas de sobremaduración.
Según la experta en vino Jancis Robinson, algunos de los vinos de merlot italianos de mayor calidad a menudo provienen de viñedos plantados con esquejes de Francia. Robinson describe el estilo de los vinos de merlot de Friul de fincas consideradas como potencialmente de "calidad Pomerol", mientras que los vinos de merlot de las cálidas llanuras del Véneto con frecuencia pueden estar demasiado maduros con altos rendimientos, lo que les da una calidad "agridulce". Robinson señala que los vinos de merlot de Trentino-Alto Adigio se sitúan entre los de Friul y el Véneto.
La Strada del Merlot  es una ruta turística popular a través de las regiones italianas plantadas con merlot a lo largo del río Isonzo.

### España

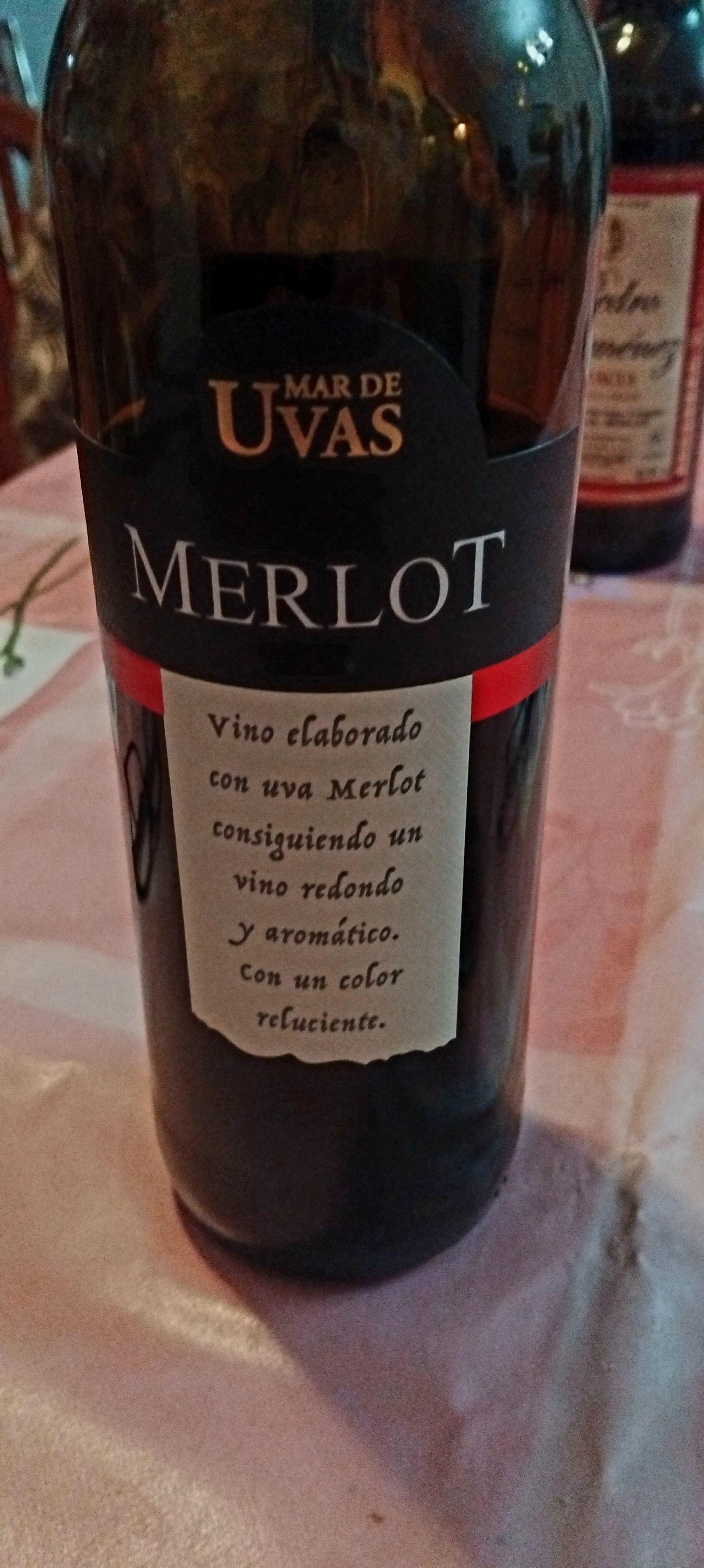
Vino merlot Manchego

En merlot del cálido clima continental de muchas de las principales regiones vinícolas de España es menos valorado que el del húmedo clima marítimo de Burdeos o el del cálido clima mediterráneo de la costa toscana. Pero a medida que la popularidad de las variedades internacionales continúa creciendo en el mercado mundial del vino, los productores de vino españoles han estado experimentando con la variedad e incluso los enólogos de la Rioja han solicitado a las autoridades que permitan que la merlot sea una uva autorizada para ser mezclada con la tempranillo en sus vinos tintos. Se trata de una uva autorizada en las denominaciones de origen de La Mancha, Ribera del Duero, Valdepeñas, Rueda Navarra y Costers del Segre. También es una variedad permitida en la indicación geográfica protegida del Bajo Aragón.
En 2004 había 8 700 hectáreas de merlot en España, mientras que en 2008 esta cantidad había aumentado hasta las 13 325 hectáreas.

### Centroeuropa
En 2008 había 450 hectáreas de merlot en Alemania. Esta vid es más plantada en las regiones alemanas más cálidas del Palatinado y Rheinhessen.
En Suiza, la merlot representa casi el 85% de la producción de vino en Tesino, donde a menudo se elabora un vino pálido conocido como merlot blanco.  En 2009, había 1 028 hectáreas de merlot en ese país.
Las plantaciones de merlot han aumentado en los últimos años en la región vinícola austriaca de Burgenland. En este lugar, en los viñedos donde anteriormente cultivaban welschriesling se está arrancando para dejar espacio para más plantaciones. La uva todavía está por detrás de su variedad madre, la cabernet franc, con 112 hectáreas en cultivo en 2008. Fuera de Burgenland, casi la mitad de todas las plantaciones de merlot austriacas se encuentran en la Baja Austria.

### Resto de Europa
En los países de Europa del Este de Bulgaria, Moldavia, Croacia y Rumanía la merlot se utiliza para producir vinos con cuerpo que pueden ser muy similares a los de cabernet sauvignon. En Bulgaria, las plantaciones de merlot se quedan un poco atrás de las de cabernet sauvignon con 15 202 hectáreas en 2009. En Croacia hay 1 105 hectáreas. En la República Checa, la mayoría de las 87 hectáreas de merlot de ese país se encuentran en Moravia. En Moldavia había 8 123 hectáreas en 2009.
En Eslovenia, la merlot fue la variedad de uva más plantada en el valle de Vipava en el litoral esloveno y la segunda variedad más plantada en las colinas de Goricia, ubicadas al otro lado de la frontera italiana con Friuli. En el litoral esloveno, en conjunto, la merlot representa alrededor del 15% de las plantaciones totales de viñedos. Eslovenia tenía un total de 1 019 hectáreas de cultivos de merlot en 2009.
En Hungría, la merlot complementa a las variedades kékfrankos, kékoportó y kadarka como componente del vino conocido como sangre de toro de Eger. También se utiliza para el vino de esta variedad conocido como egri médoc moir, que se caracteriza por sus niveles equilibrados de ácido y su sabor dulce. En el 2009, había 1 791 hectáreas de merlot plantadas en Hungría. La mayoría de estas hectáreas se encuentran en las regiones vinícolas de Szekszárd y Villány en la cálida cuenca de Panonia. También se encuentran plantaciones importantes en Kunság, Eger y Balaton.
En Rumanía, el vino tinto de merlot es el más ampliamente exportado. En 2008 había 10 782 hectáreas. La mayoría de estas plantaciones se encuentran en el entorno del mar Negro en Dobruja, más hacia el interior en la región de Muntenia de Dealu Mare y en la región vinícola del oeste de Rumanía de Drăgășani. Aquí la uva es a menudo usada para vinos de esta variedad pero algunas veces es mezclada con otras variedades internacionales como la cabernet sauvignon y con variedades de uva locales como la fetească neagră.
Portugal tiene solamente una cantidad muy limitada de merlot en comparación con la abundancia de uvas portuguesas, con 556 hectáreas plantadas en 2010, sobre todo en las regiones vinícolas portuguesas a lo largo del río Tagus.
En Grecia, la merlot es una de las seis variedades de uva más plantadas en las regiones vinícolas del este de Macedonia (86 hectáreas) y Tracia Occidental (243 hectáreas). En la Grecia central, había 74 hectáreas de merlot en 2012.

### Estados Unidos
La merlot se cultiva en los Estados Unidos, siendo California y Washington los estados donde más crece. Otras regiones que producen cantidades significativas de merlot son el estado de Nueva York con 365 hectáreas en 2006, la mayor parte en el clima marítimo de Long Island, y en múltiples regiones de Ohio. En Texas, la merlot es la segunda uva de vino tinto más plantada después de la cabernet sauvignon con 117 hectáreas. En Virginia, la uva fue la variedad roja más plantada en 2010 con 136 hectáreas, la mayor parte en Monticello y Shenandoah Valley, mientras que Oregón tenía 206 hectáreas en 2008 con la mayoría plantadas en el Rogue Valley.

#### California
En la historia temprana del vino de California, la merlot se usó principalmente como para un vino 100% varietal hasta que el enólogo Warren Winiarski alentó a ir a las raíces de la variedad y realizar mezclas al estilo de Burdeos.
En la década de 1990 hubo un auge del vino de merlot impulsado por el reportaje del programa 60 minutos sobre la paradoja francesa. En 2004 había 20 640 hectáreas de esta variedad. La película de 2004 titulada Entre copas, donde el protagonista expresa su desdén hacia el vino de merlot y su preferencia por el de pinot noir, ha estado relacionada con el declive de las ventas de vino de merlot en los Estados Unidos y con un aumento del interés por el de pinot noir. En 2010, las plantaciones de merlot en California habían caído levemente hasta las 18 924 hectáreas.
En California, el merlot puede variar desde vinos simples muy afrutados (a veces denominados por los críticos como "chardonnay tinto") hasta ejemplares más serios, envejecidos en barrica. También se puede utilizar como componente principal en mezclas Meritage.
Si bien la merlot se cultiva en todo el estado, es particularmente prominente en los condados de Napa, Monterey y Sonoma. En Napa, los ejemplares de Los Carneros, Mount Veeder, Oakville y Rutherford tienden a mostrar notas de mora madura y frambuesa negra. Los vinos de merlot de Sonoma de Alexander Valley, Los Carneros y Dry Creek Valley tienden a mostrar notas de ciruela, hojas de té y cereza negra.

#### Washington
En la década de 1980, la merlot ayudó a colocar la industria del vino del estado de Washington en el mapa mundial del vino. Antes de este período, existía una percepción generalizada de que el clima del estado de Washington era demasiado frío para producir variedades de vino tinto. Los vinos de merlot de los lagares Leonetti Cellar, Andrew Will, Columbia Crest y Chateau Ste. Michelle demostraron que las áreas del este de Washington eran lo suficientemente cálidas para la producción de vino tinto. Hoy en día es la segunda uva de vino tinto más cultivada en el estado (después de la cabernet sauvignon), tras haber sido durante muchos años la variedad más plantada, y representa casi una quinta parte de la producción total del estado. En 2011 había 3 334 hectáreas.
Se planta ampliamente en todo el Columbia Valley, pero han conseguido una atención particular por las plantaciones que crecen en Walla Walla, Red Mountain y Horse Heaven Hills. Los vinos de merlot de Washington se caracterizan por su color profundo y su acidez equilibrada. El clima del estado se presta a largos días y horas de sol con noches frescas que contribuyen a una significativa variación de temperatura diurna. Se producen vinos con el carácter afrutado de los del Nuevo Mundo y la estructura de los del Viejo Mundo.

### Canadá
En Canadá, la merlot se puede encontrar a lo largo del país, desde Ontario, donde había 498 hectáreas en 2008, a la Columbia Británica, donde es la variedad de uva de vino de cualquier color más plantada con 641 hectáreas. Aquí, la merlot representa casi un tercio de todas las plantaciones de uva de vino tinto y se utiliza tanto para vinos de esta variedad como para mezclas del estilo de Burdeos.

### México
En México, la merlot se cultiva principalmente en el Valle de Guadalupe de la Baja California, la principal zona productora de vino del país. Las plantaciones han aumentado sustancialmente desde la década de 1980 y el cultivo se ha extendido a las áreas cercanas de Ojos Negros y Santo Tomás. La uva también se puede encontrar en la región vinícola del noreste mexicano de Coahuila, al otro lado de la frontera con Texas.

### Chile
En Chile, la merlot prospera en la región de Apalta de la provincia de Colchagua. También se cultiva en cantidades importantes en Curicó, Casablanca y el Valle del Maipo. Hasta principios de la década de 1990, la industria vitivinícola chilena vendió por error una gran cantidad de vino elaborado con uva carménère como merlot. Tras el descubrimiento de que muchos viñedos chilenos que se pensaba que estaban plantados con sauvignon blanc eran en realidad de sauvignonasse, los propietarios de la bodega chilena Domaine Paul Bruno (que anteriormente trabajó con Château Margaux y Château Cos d'Estournel) invitaron a los ampelógrafos a peinar sus viñedos para asegurarse de que sus vinos estuvieran debidamente identificados. Los estudios genéticos descubrieron que gran parte de lo que se había cultivado como merlot era en realidad carménère, una antigua variedad francesa que se había extinguido en gran parte en Francia debido a su escasa resistencia a la filoxera. Si bien las vides, las hojas y las uvas parecen muy similares, ambas uvas producen vinos con características distintas: el de carménère tiene un sabor más fuerte con notas de pimiento verde y el de merlot tiene un sabor a frutas suave con notas de chocolate.
En la actualidad, la merlot es la tercera variedad más plantada en Chile después de la cabernet sauvignon y la listán prieto con 13 280 hectáreas en 2009. La mayoría de estas plantaciones están en el Valle Central, con Colchagua liderando con 3 359 hectáreas, seguido por el Valle de Maule con 3019 hectáreas y por Curicó por con 2 911 hectáreas.

### Argentina
En Argentina, las plantaciones de merlot han ido aumentando en la región de Mendoza y la uva muestra afinidad con la región de Tupungato del Valle de Uco. Los vinos de merlot argentinos cultivados en las elevaciones más altas de Tunpungato han demostrado un equilibrio de fruta madura, estructura tánica y acidez. La uva no es plantada ampliamente aquí debido al carácter natural afrutado y carnoso de los populares vinos de malbec y douce noir (también llamada bonarda) que no suelen necesitar ser suavizados con merlot como los de cabernet sauvignon y cabernet franc. En 2008 había 7142 hectáreas de merlot en Argentina, la mayoría en la región de Mendoza y en la provincia de San Juan.

### Uruguay, Brasil, Bolivia y Perú
En Uruguay, la merlot es mezclada habitualmente con tannat y es la segunda variedad de uva tinta más plantada, representando un 10% del total de viñedos del país. Es más plantada que la cabernet sauvignon. Había 853 hectáreas de merlot en Uruguay en 2009. En Brasil había 1 089 hectáreas de merlot en 2007, la mayoría en la región de Río Grande del Sur, a lo largo de la frontera con Uruguay. Otros países de Sudamérica que cultivan merlot son Bolivia, con 30 hectáreas en 2012, y Perú.

### Oceanía, Sudáfrica y Asia
En Nueva Zelanda, las plantaciones de merlot han aumentado en la región de Hawke's Bay, particularmente en Gimblett Gravels, donde la uva ha demostrado la capacidad de producir vino al estilo de Burdeos. La uva ha ido ganando popularidad entre los productores de Nueva Zelanda debido a su capacidad para madurar mejor, con menos sabores verdes que la cabernet sauvignon. Otras regiones con plantaciones significativas son Auckland, Marlborough y Martinborough. En 2008 la merlot fue la segunda uva tinta más ampliamente plantada (después de la pinot noir) en Nueva Zelanda y suponía un 5% de todas las plantaciones del país con 1 363 hectáreas.
En Australia, se descubrió que algunos viñedos considerados como merlot eran en realidad de cabernet franc. Hay vides de merlot en Barossa Valley, McLaren Vale y Wrattonbully en Australia Meridional. En 2008, fue la tercera variedad de uva tinta más plantada después de la syrah y de la cabernet sauvignon con 10 537 hectáreas. Al igual que en California, el auge del merlot a nivel mundial estimuló un aumento de las plantaciones, la mayoría en las regiones cálidas e irrigadas de Murray Darling, Riverina y Riverland, donde la variedad de uva podía producirse en masa. En las plantaciones recientes, como las de la zona de Margaret River en Australia Occidental, se han centrado en hacer más mezclas al estilo de Burdeos.
En Sudáfrica, las plantaciones de merlot se han centrado en sitios más fríos dentro de las regiones de Paarl y Stellenbosch. Aquí la uva es la tercera variedad de uva tinta más plantada, representando casi el 15% de todas las plantaciones de uva de vino tinto, con 6 614 hectáreas de cultivo de merlot en 2008. La mayoría de estas plantaciones se encuentran en la región de Stellenbosch con 2 105 hectáreas y Paarl con 1 289 hectáreas. Según la experta en vinos Jancis Robinson, el merlot sudafricano tiende a elaborarse como un varietal con un "estilo californiano lustroso y chocolatado".
En Asia, la merlot es plantada en regiones vitivinícolas emergentes de la India. También se puede encontrar en Japón, donde había 816 hectáreas en 2009, y en China, con 3 204 hectáreas.

## Vinos
Como vino varietal, la merlot puede producir vinos suaves y aterciopelados con sabores a ciruela. Si bien los vinos de merlot tienden a madurar más rápido que los de cabernet sauvignon, algunos ejemplares pueden continuar desarrollándose en botella durante décadas. Hay tres estilos principales de merlot: un vino suave, afrutado y con muy pocos taninos; un vino afrutado con estructura más tánica; y, finalmente, un estilo fuerte y muy tánico elaborado con el perfil del cabernet sauvignon. Algunas de las notas de frutas comúnmente asociadas con el merlot incluyen casis, cerezas negras y rojas, mora, arándano, ollalieberry y ciruela. Las notas vegetales y terrosas incluyen aceitunas negras y verdes, nuez de cola, pimiento morrón, hinojo, humus, cuero, champiñones, ruibarbo y tabaco. Las notas florales y herbales comúnmente asociadas con el vino de merlot incluyen té verde y negro, eucalipto, laurel, menta, orégano, pino, romero, salvia, zarzaparrilla y tomillo. Cuando el vino de merlot ha pasado un tiempo significativo en roble, puede mostrar notas de caramelo, chocolate, coco, grano de café, eneldo, moca, melaza, humo, vainilla y nuez.

### Merlot blanc
El merlot blanco se elabora de la misma manera que zinfandel blanco. Las uvas se trituran y, tras un breve contacto con la piel, el mosto rosado resultante se escurre y luego se fermenta. Normalmente tiene un toque de frambuesa. Se dice que el merlot blanco se comercializó por primera vez a fines de la década de 1990. En Suiza, se elabora un tipo de merlot blanco en la región de Ticino, pero se ha considerado más un rosado.
El vino merlot blanco no debe confundirse con el de la variedad de uva merlot blanc, que es un cruce entre merlot y folle blanche que se descubrió en 1891.

## Maridaje con alimentos
En maridajes de comida y vino, la diversidad de merlot puede prestarse a una amplia gama de opciones de combinación. Los vinos de merlot tipo cabernet combinan bien con muchas de las mismas cosas con las que el cabernet sauvignon combinaría bien, como las carnes a la parrilla. Los vinos de merlot más suaves y afrutados (particularmente aquellos con mayor acidez de regiones de clima más frío como el estado de Washington y el noreste de Italia) comparten muchas de las mismas afinidades de maridaje con los de pinot noir y combinan bien con platos como salmón, platos a base de hongos y verduras como acelgas y achicoria. Los vinos de merlot de cuerpo ligero pueden ir bien con mariscos como gambas o vieiras, así como con tocino o jamón serrano. El merlot tiende a no ir bien con quesos fuertes y de vetas azules que pueden abrumar los sabores frutales del vino. Las capsaicinas de los alimentos picantes pueden acentuar la percepción del alcohol en el merlot y hacer que tenga un sabor más tánico y amargo.

## Sinónimos
La merlot ha sido conocida con muchos sinónimos en todo el mundo, incluyendo bégney, bidal, bidalhe, bigney, bigney rouge, bini, bini ruzh, bioney, bordeleza belcha, crabutet, crabutet noir, crabutet noir merlau, hebigney, higney, higney rouge, langon, lecchumskij, médoc noir, merlau, merlaut, merlaut noir, merle, merle petite, merleau, merlô, merlot noir, merlot black, merlot blauer, merlot crni, merlot nero, merlott, merlou, odzalesi, odzhaleshi, odzhaleshi legkhumskii, petit merle, picard, pikard, plan medre, planet medok, plant du médoc, plant médoc, saint-macaire, same de la canan, same dou flaube, sème de la canau, sème dou flube, semilhon rouge, semilhoum rouge, semilhoun rouge, sémillon rouge, sud des graves, vidal, vini ticinesi, vitrai y vitraille.